# Mark-Anthony Turnage

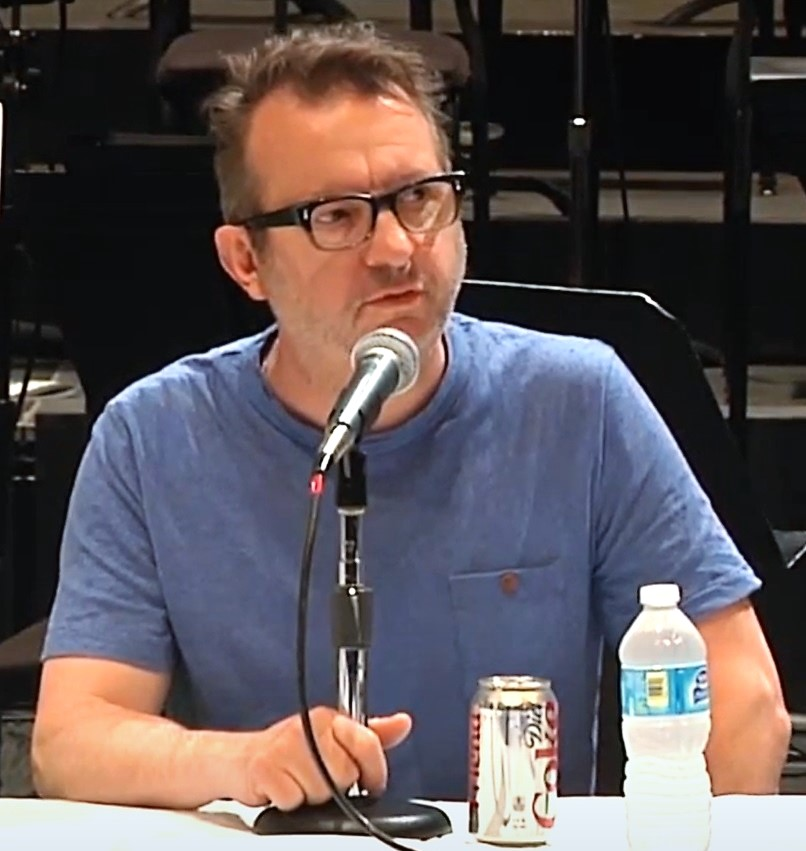
Mark-Anthony Turnage, 2014

Mark-Anthony Turnage (* 10. Juni 1960 in Corringham, Essex) ist ein britischer Komponist.
Mark-Anthony Turnage ist ein erfolgreicher Vertreter der Neuen Musik unserer Zeit. Seine Werke sind von seiner engen Verbundenheit zum Jazz im Allgemeinen und zur Musik von Miles Davis im Besonderen geprägt. Mit seiner Mischung aus Jazz und klassischen Stilen bahnt sich Turnage seinen eigenen Weg zwischen Moderne und Tradition und stellt die Kluft zwischen zeitgenössischen und authentischen historischen Spielpraktiken infrage. Mit seiner eigenwilligen Tonsprache bereichert er die zeitgenössische Musik.

## Leben und Wirken
Turnage studierte am Royal College of Music bei Oliver Knussen und John Lambert. Er bildete sich bei Gunther Schuller und Hans Werner Henze in Tanglewood fort. 1988 entstand die Oper „Greek“ als Auftragswerk für die Münchener Biennale. Von 1989 bis 1993 war er „Composer in Association“ beim City of Birmingham Symphony Orchestra unter der Leitung von Sir Simon Rattle. Er fungierte auch als „Composer in Association“ der ENO und Berater bei deren Contemporary Opera Studio. Im Jahr 2000 wurde er „Associate Composer“ des BBC Symphony Orchestra. Für die Spielzeiten 2006 bis 2008 wurde er zum Mead Composer in Residence beim Chicago Symphony Orchestra ernannt. Weiterhin ist er 2008 als Composer in Residence des London Symphony Orchestra tätig.

## Werke
Zu Beginn seines Schaffens stehen vor allem die großen Werke „Three Screaming Popes“, „Kai“, „Momentum“ und „Drowned Out“. In diesen und dem Liederzyklus „Some Days“ (1989)
beweist Turnage große Ausdrucksfreiheit und -sicherheit. Seine Entwicklung erreicht einen ersten Höhepunkt mit dem Saxophonkonzert „Your Rockaby“ (1992) und drei Jahre später „Blood on the Floor“.
In der zweiten Hälfte der 1990er Jahre schrieb Turnage vor allem Bühnenwerke. Das Hauptwerk war seine zweite abendfüllende Oper „The Silver Tassie“, die im Februar 2000 mit großem Erfolg an der English National Opera uraufgeführt wurde.
Zurzeit liegt der Schwerpunkt seiner Arbeit vor allem auf Instrumentalkompositionen. Zu nennen sind hier besonders „A Quick Blast“, das vom BBC Symphony Orchestra beim Cheltenham Festival 2001 uraufgeführt wurde, und das Auftragswerk „Bass Inventions“, das im Mai 2001 von Jazz-Bassist Dave Holland in Amsterdam uraufgeführt wurde. „Scorched“ stellte den Fusionjazz-Gitarristen John Scofield und dessen Spielweise in den Mittelpunkt eines Werkes, das mit dem Radio-Sinfonie-Orchester Frankfurt 2002 uraufgeführt wurde und 2004 als Album erschien. Kurz darauf wurde „Dark Crossing“ mit Oliver Knussen und der London Sinfonietta angegangen.
Die Oper Anna Nicole über das Leben des Fotomodells Anna Nicole Smith wurde 2011 im Royal Opera House in Covent Garden uraufgeführt. Im Theater Dortmund fand die deutsche Erstaufführung im April und Mai 2013 statt. Regie führte Opernintendant Jens-Daniel Herzog, die musikalischen Leitung hatte  GMD Jac van Steen.

## Preise und Auszeichnungen
- 1981 Guinness Composition Prize
- 1983 Mendelssohn Scholarship
- 2001 South Bank Show Award
- 2001 Laurence Olivier Award